# Ленинское (Нижегородская область)
Ле́нинское — село в Арзамасском районе Нижегородской области. Входит в состав Бебяевского сельсовета.

## Географическое положение
Село Ленинское расположено в 15 км к югу от города Арзамаса. Соединяется шоссейной дорогой на юго-западе с селом Казаково (5 км), на севере с трассой Нижний Новгород — Саранск (8 км), улучшенной грунтовой дорогой на севере с селом Новым Усадом.

## История села
В селе жили крестьяне-отходники, занимавшиеся строительством каменных домов. Многие из них были хорошими каменщиками и штукатурами. Они собирались в артели и уходили в разные города России на заработки. В селе у крестьян имелось 6 мельниц и 1 маслобойня. Селяне выращивали рожь, коноплю. Кустарными промыслами не занимались. Коренным населением села были русские православные люди. В 1901—1911 годах здесь построили церковь. При храме имелась богадельня.
Советская власть была установлена мирным путём в 1917—1918 годах. Военных действий в селе не велось и во время гражданской войны. Новая власть опиралась на местных активистов — Лучинкина, Шебнова, Макарова.
На фронт во время Великой Отечественной войны из села были призваны 360—380 человек. Из них погибли 150 человек. Во время войны в колхозе работали старики, женщины и дети. Они пахали землю, сеяли хлеб, ухаживали за скотом.
С 1960-х годах численность населения села стала резко уменьшаться.
Люди уезжали на заработки в город, так как в колхозе приходилось работать почти бесплатно, а размеры приусадебных участков и количество скота на крестьянском подворье были ограничены. Колхозники могли держать в своем хозяйстве корову, овцу и поросенка, но при этом с кормами было туго. Размер приусадебного участка на семью из одного человека составлял 0,15 га, до четырёх человек — 0,25 га, свыше четырёх — 0,30 га. За период с 1960 года и по середину 1970-х годов число дворов в селе сократилось с 360 до 180.
В 1977 году село присоединилось к совхозу «Ленинский». Работать колхозникам стало негде, и люди потянулись в город. В селе остались практически одни пенсионеры, которые на зиму переезжали в города к детям.
С 1990—1991 годах в селе начали появляться дачники, которые скупали пустовавшие дома и строили новые. Фермеров в Ленинском не было.
В целом же за период перестройки положение села резко ухудшилось.
По данным обследования 1978 года, в селе Ленинском было 155 хозяйств и 360 жителей. В селе располагалась молочнотоварная ферма совхоза «Ленинский». Жилой фонд состоял из 150 домов. Воду брали из колонок и колодцев, дома отапливали печами, пользовались сжиженным газом. Работали фельдшерско-акушерский пункт, начальная школа, клуб, библиотека, продуктовый магазин, почтовая контора; остальные учреждения соцкультбыта находились в деревне Шатовке (8 км), городе Арзамасе. Хлеб привозили из Арзамаса. Населённый пункт классифицировался как перспективный.
Согласно обследованию 1992 года, в селе насчитывалось 90 хозяйств и 134 жителя, из которых 10 трудоспособных. Село входило в совхоз «Ленинский», специализацией его были производство зерна и животноводство. Жилой фонд составляли 90 домов; 15 домов заселялись сезонно. В трети хозяйств имелся водопровод. К 1992 году была закрыта начальная школа, остальные учреждения соцкультбыта продолжали работать.
Сообщение с областным и районным центрами осуществлялось автобусами, с управлением совхоза — попутными машинами.
По данным обследования 1978 года на территории села был установлен памятник воинам, погибшим в Великую Отечественную войну.

## Население
| 1999 | 2002 | 2010 |
| ---- | ---- | ---- |
| 110  | ↘71  | ↘43  |

## Церковь Покрова Пресвятой Богородицы
В селе есть церковь Покрова Пресвятой Богородицы. Построена в 1843 году, трёхпрестольная. Находится в аварийном состоянии.

## Галерея

Ленинское, общий вид центральной улицы
Панорама Ленинского, лето
Панорама Ленинского, зима
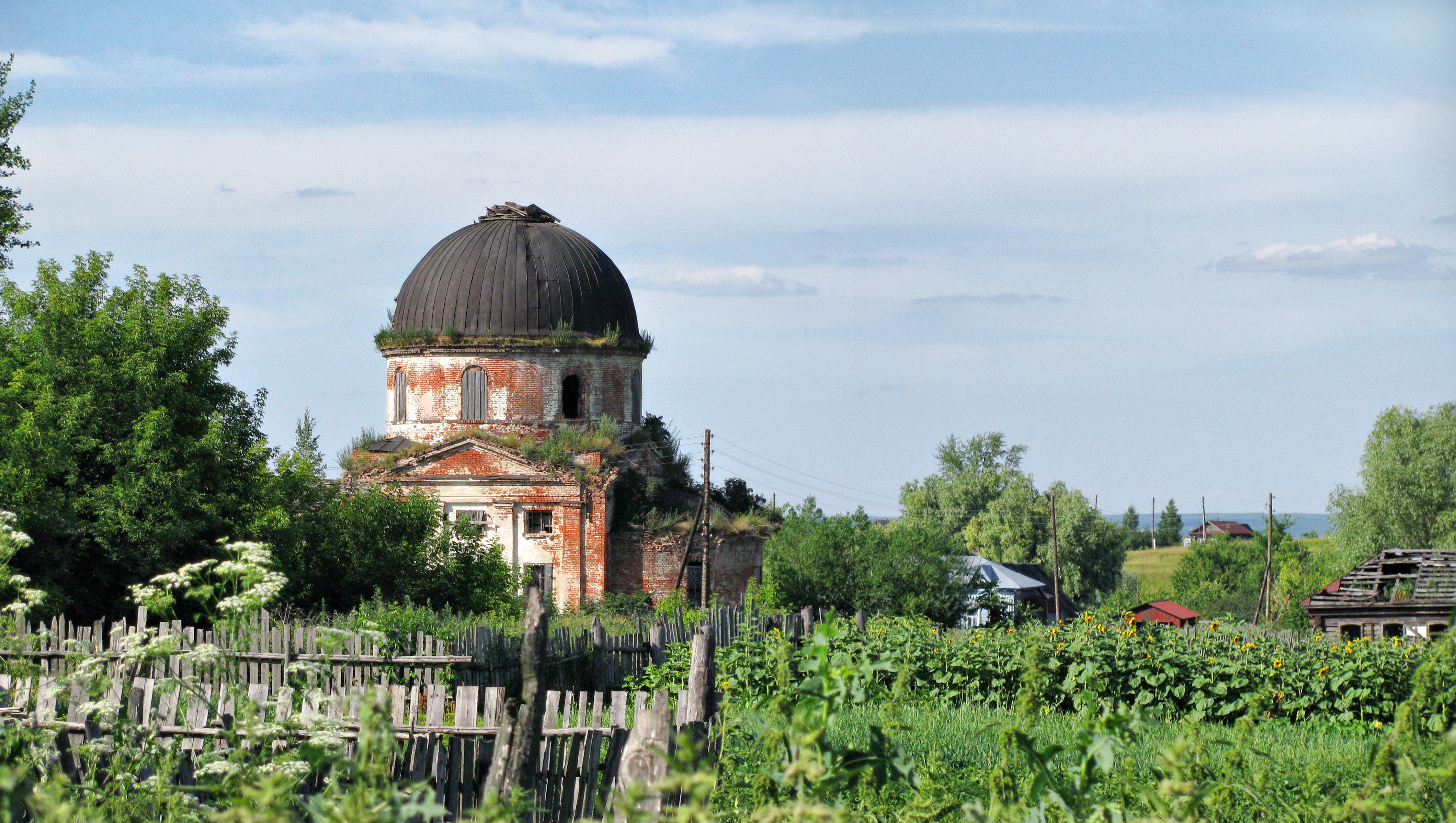
Церковь Покрова Пресвятой Богородицы (построена в 1843 году,трёхпрестольная)
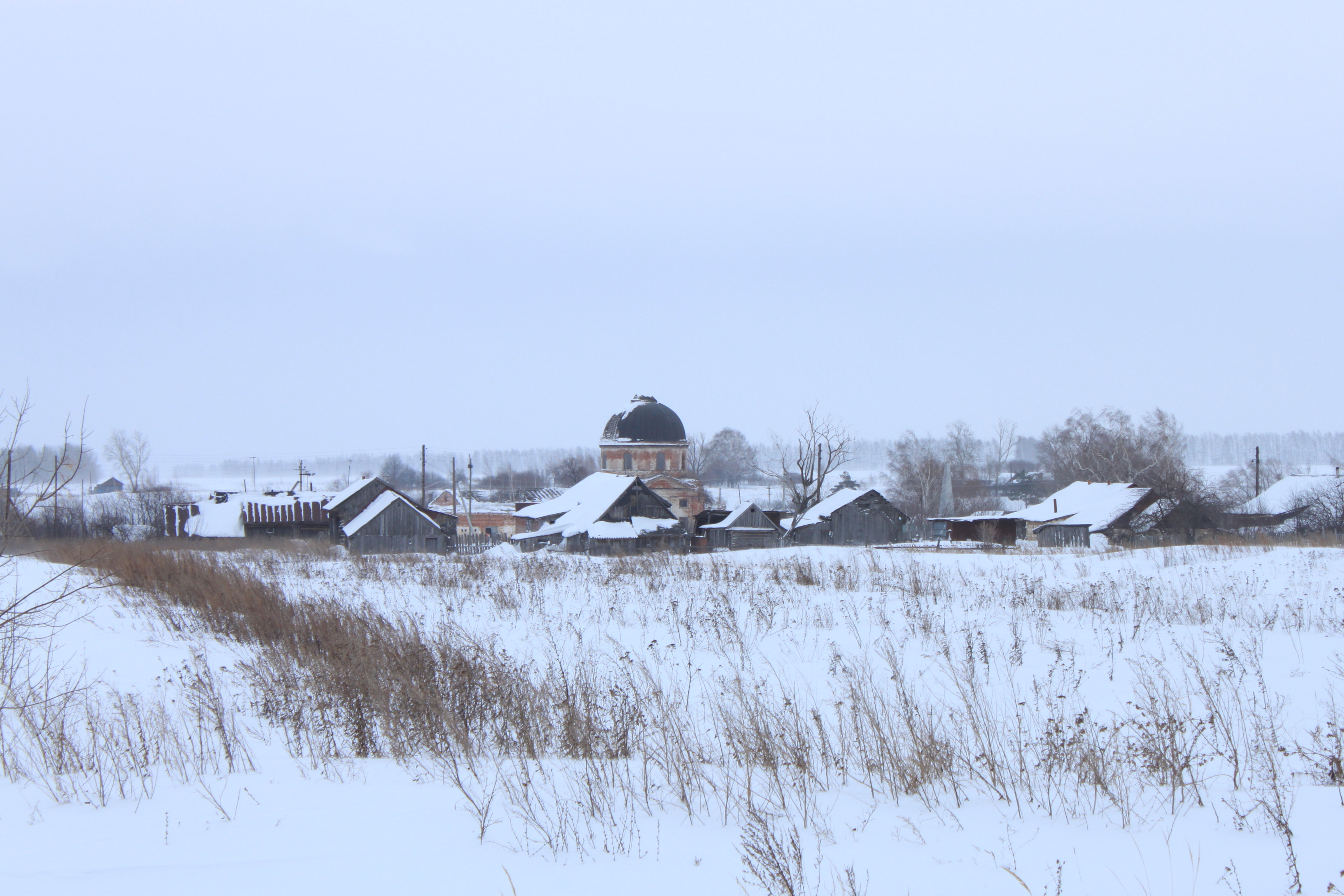
В зимний период